# A.J. Applegate
A.J. Applegate (Massapequa, 23 settembre 1989) è un'attrice pornografica statunitense.

## Biografia
A.J. Applegate è nata a Massapequa, nello stato di New York ed è cresciuta nel Connecticut in una famiglia di origini italiane e tedesche. Prima di iniziare la sua carriera è stata ballerina e cheerleader per quattordici anni. Ha iniziato a diciannove anni in un primo momento a lavorare come spogliarellista e, in seguito, come modella di nudo ed insegnante di danza.
Ha debuttato nell'industria del cinema per adulti a 22 anni nel 2012, usando inizialmente lo pseudonimo Kaylee Evans. La sua prima scena, "Big Butt Bouncing", venne pubblicata dal sito della Mofos.com I Know That Girl. Decise di cambiare pseudonimo quando notò che sia il nome Kaylee che il cognome Evans erano comunemente utilizzati nel settore. Scelse come nome A.J. perché le piacevano i nomi sia maschili che femminili, ed il cognome Applegate perché spesso le dicevano che assomiglia a Christina Applegate.
Come attrice, ha lavorato per compagnie come Brazzers, Hustler, Evil Angel, Elegant Angel, Hard X, Girlfriends Films, Wicked Pictures, Jules Jordan Video, Digital Sin, Lethal Hardcore, New Sensations, Diabolic, Kick Ass e Sweetheart Video, comparendo in più di 770 film e scene Web. Nel 2014 ha girato Gangbang Me, la sua prima scena Gangbang, per la casa di produzione Hard X mentre due anni dopo la prima con solo attori di colore Come regista, ha diretto nel 2016 AJ's Angels, per la Girlfriends Films, in cui ha svolto anche il ruolo di protagonista. Nel 2021 si è ritirata dall'industria cinematografica del porno.

## Vita privata
Sul fianco destro ha tatuato la frase italiana "Ballo Di Amore" con intorno delle rose rosse.
Ha avuto una lunga relazione con il collega Bil Bailey, morto nel 2019 a seguito di un incidente. L'8 dicembre dello stesso anno ha dato alla luce il suo primo figlio.

## Riconoscimenti
AVN Awards
- 2015 – Best Group Sex Scene per Gangbang Me con Erik Everhard, James Deen, John Strong, Jon Jon, Mick Blue, Mr. Pete, Ramon Nomar[17]

XBIZ Awards
- 2015 – Best Scene - Feature Movie per Shades of Scarlet con Mr. Pete[18]

XRCO Award
- 2014 – Vincitrice per New Starlet of the Year[19]
- 2016 – Vincitrice per Orgasmic Analist of the Year[20]

Spank Bank Awards
- 2015 – Vincitrice per DP Diva of the Year[21]
- 2015 – Vincitrice per Perfecter of the Perfect Stroke (Technical Awards)[21]
- 2015 – Vincitrice per Worship Worthy Booty (Technical Awards)[21]
- 2016 – Vincitrice per Life Sized Human Hand Puppet (Best Fistee)[22]
- 2016 – Vincitrice per PAWG of the Year[22]
- 2016 – Vincitrice per Feature Dancer of the Year (Technical Awards)[23]
- 2017 – Vincitrice per America's Porn Sweetheart[24]
- 2017 – Vincitrice per Super Squirter of the Year[24]
- 2017 – Vincitrice per Most Likely To Masturbate While On A Treadmill (Technical Awards)[24]
- 2017 – Vincitrice per Reigning Queen of Booty (Technical Awards)[24]
- 2018 – Vincitrice per Airtight Angel of the Year[25]
- 2018 – Vincitrice per Cereal Killer (Technical Awards)[25]
- 2018 – Vincitrice per Most Terrific Thighs (Technical Awards)[25]
- 2019 – Vincitrice per America's Porn Sweetheart[26]
- 2019 – Vincitrice per The O.G. of Twerking (Technical Awards)[26]
- 2020 – Vincitrice per PAWG Emeritus (Technical Awards)[27]

NightMoves Awards
- 2015 – Vincitrice per Best Ass (Industry/Critic Award)[28]